# Première Moisson
 (novembre 2020).

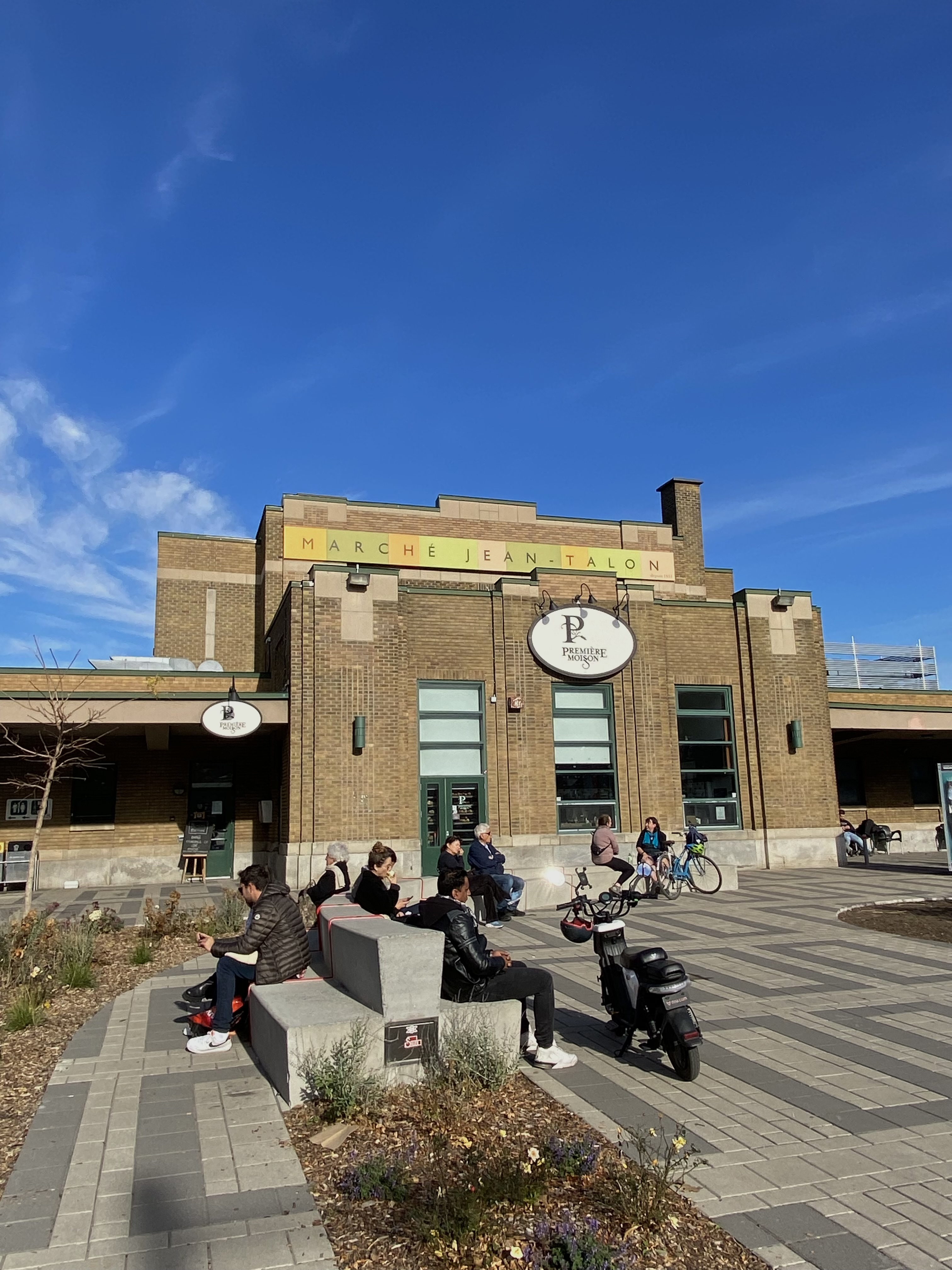
Boulangerie Première Moisson, Marché Jean Talon.

Première Moisson est une entreprise québécoise qui se consacre à la fabrication et à la vente de produits d'alimentation.
Ses magasins sont surtout concentrés dans la région montréalaise.

## Histoire
En 1991, après une année à la direction de Heinz Bakery Division of Québec, Liliane Colpron élabore à Dorion, à parts égales avec ses trois enfants, un nouveau concept de boulangeries qui allait devenir Première Moisson. C'est un « retour aux sources » dans le sens où l'accent est mis sur la qualité des produits, leurs aspects santé, leur prix abordable et l'absence d'intermédiaires. Les pains sont pétris et cuits sur place, dans toutes les succursales. Première Moisson, par le biais de ses deux entreprises de Vaudreuil-Dorion et Terrebonne, approvisionnent le réseau de presque tous les autres produits vendus, et de cette façon assurent le contrôle de la qualité. Finalement fondée en 1992, Première Moisson devient une entreprise 100 % québécoise qui fabrique et vend des produits élaborés en respectant une approche artisanale et en utilisant des produits sains pour sa clientèle.
Les boulangeries artisanales sont les principaux concurrents de l'entreprise.
Même si cette concurrence directe peut paraitre déstabilisante, elle permet au contraire à l’entreprise de se questionner sur ses valeurs, ses principes, et de se renouveler continuellement. Cette concurrence permet en effet de faire connaitre l’entreprise, pour qu’on puisse alors s’intéresser davantage à son concept, et ses produits, vendus en boulangerie, et portants le logo de la marque. Ses produits ont pour but de fidéliser le client avec des produits locaux gourmets plutôt qu'industriels que l'on peut trouver dans les grands commerces alimentaires. 
Les boulangeries Première Moisson désirent respecter un concept basé sur des valeurs, une éthique et de l’intégrité.
Elle se dit aussi vouloir respecter des valeurs écologiques afin de se positionner en tant que leaders des meilleurs produits qualitatifs envers leurs clients. Effectivement, Première moisson privilégie avant tout les ingrédients naturels, authentiques et sains pour répondre aux besoins du développement durable. Le but est de se démarquer le plus possible des chaines concurrentes de cafés telles que Second Cup ou encore Tim Hortons.
En 2007, elle devient la première boulangerie québécoise à utiliser de la farine de blé de provenance locale, sans intrants chimiques, pour tous ses pains.
Première Moisson possède en 2019 à 25 boulangeries dans Montréal, une dans la région de Québec, et deux dans la région d'Ottawa-Gatineau.

## Perspectives
Le siège social de l'entreprise se situe à Dorion.
En septembre 2005, Liliane Colpron reçoit de l'État français le titre de chevalier de l'Ordre du mérite agricole pour l'excellence de son travail dans l'agro-alimentaire au Québec et pour avoir contribué à la diffusion de la culture française en dehors de la France. Cet honneur s'ajoute, entre autres, au prix Femmes d'affaires du Québec, dans la catégorie Réalisations, dont elle a été récipiendaire en 2005, et au prix « personnalité de la semaine » du journal La Presse, reçu en 2006. Le magazine Châtelaine a également choisi Liliane Colpron pour figurer dans son numéro anniversaire de novembre 2010 mettant de l'avant 50 portraits de femmes ayant le plus marqué l'histoire du Québec des cinq dernières années.[réf. nécessaire]

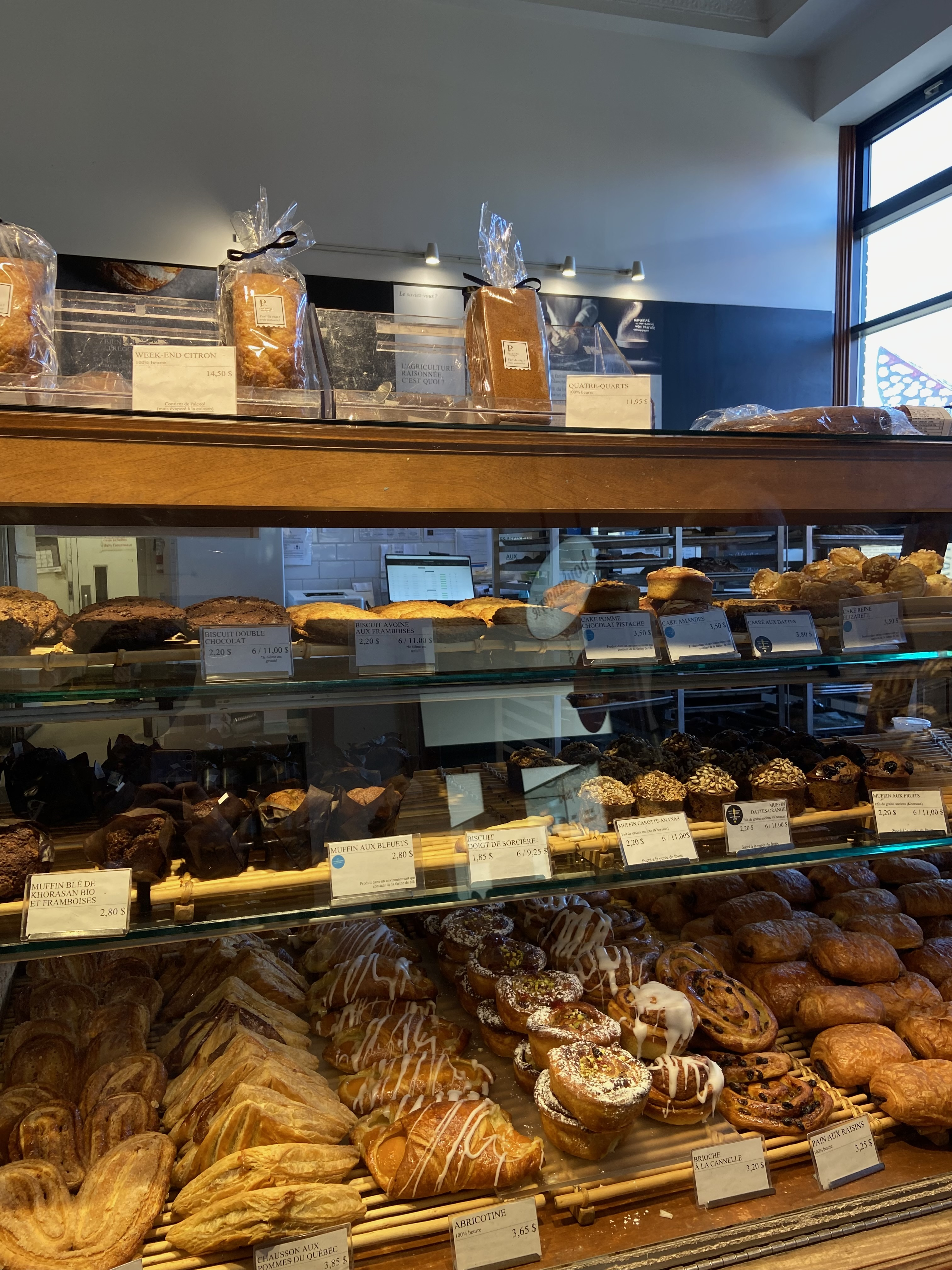
Vitrine de viennoiseries, succursale du marché Jean-Talon, automne 2022.

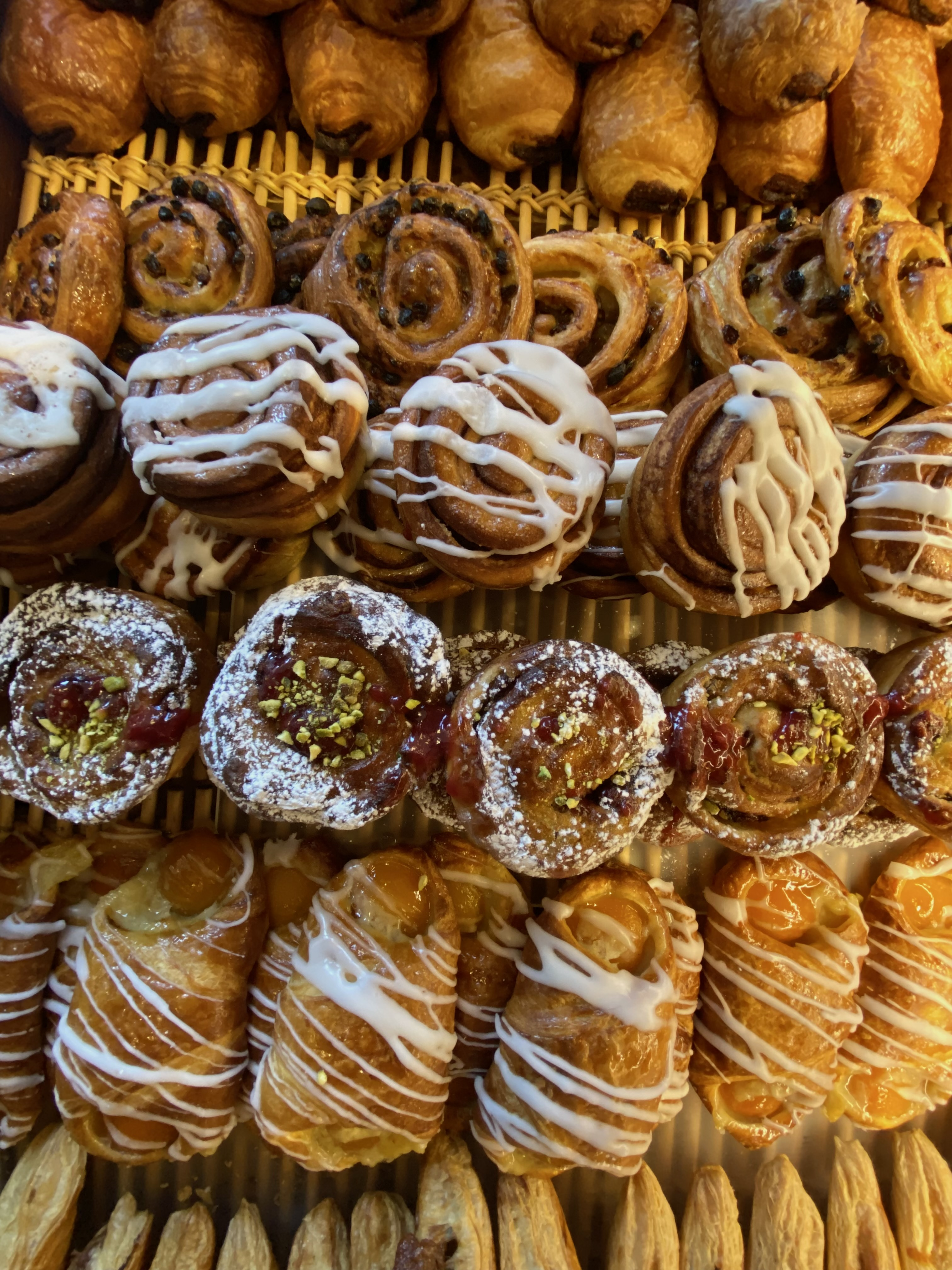
Viennoiseries, Première Moisson, 2022

En 2014, Metro acquiert Première Moisson en prenant 75 % des parts de l'entreprise,.
Grâce à son partenariat avec l'entreprise Metro, Première Moisson peut toucher une autre clientèle et ainsi vendre ses produits de qualité dans les allées de supermarchés Metro, aux côtés d'autres marques populaires concurrentes de grandes surfaces.
L’entreprise Metro a pour objectif de faire la promotion de la santé, et des habitudes saines de vie, plus particulièrement à sa clientèle plus jeune,.

## Notes et références

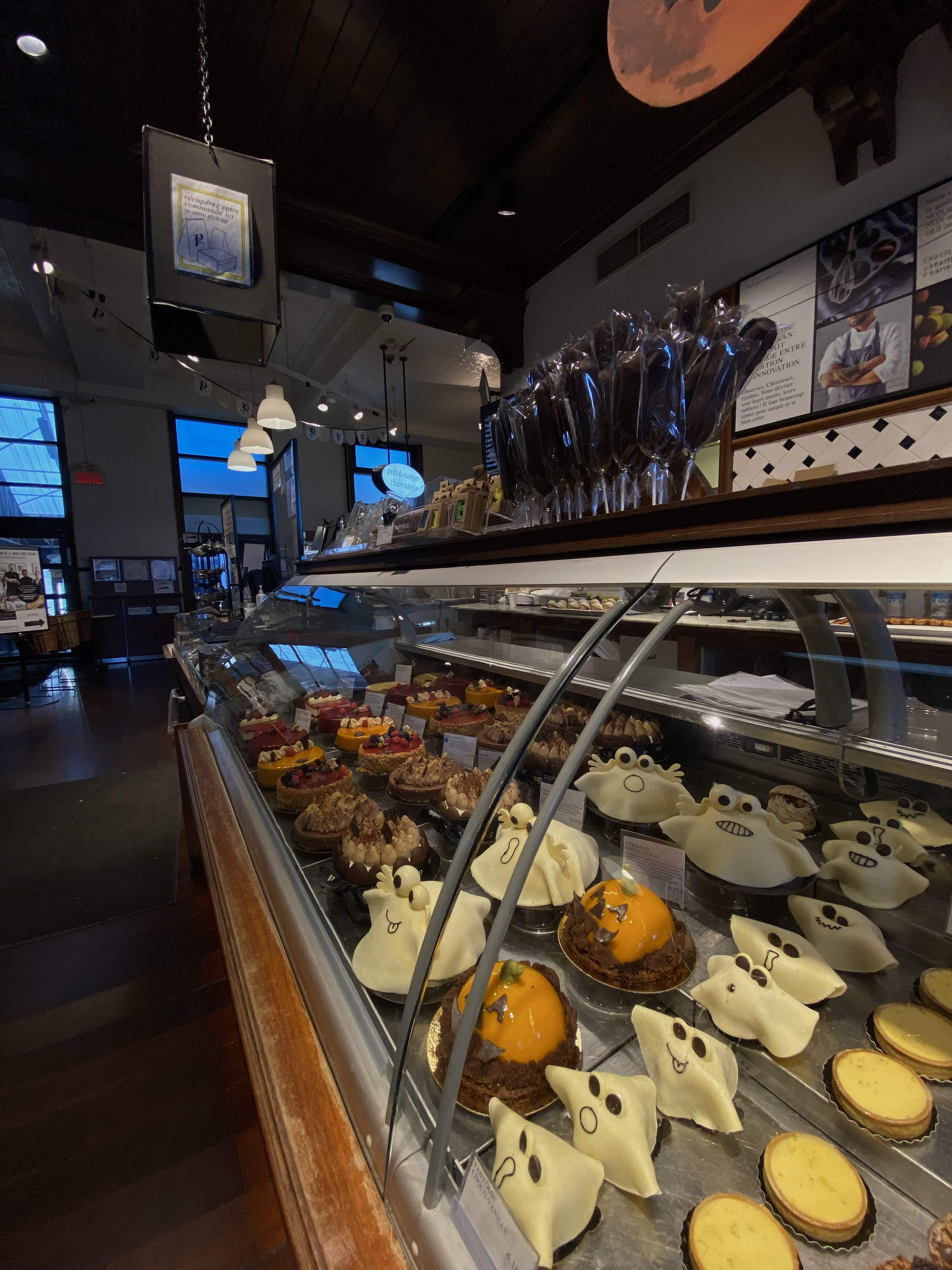
Gamme de gateaux, Première Moisson, Marché Jean Talon.